# Brasserie Keyzer

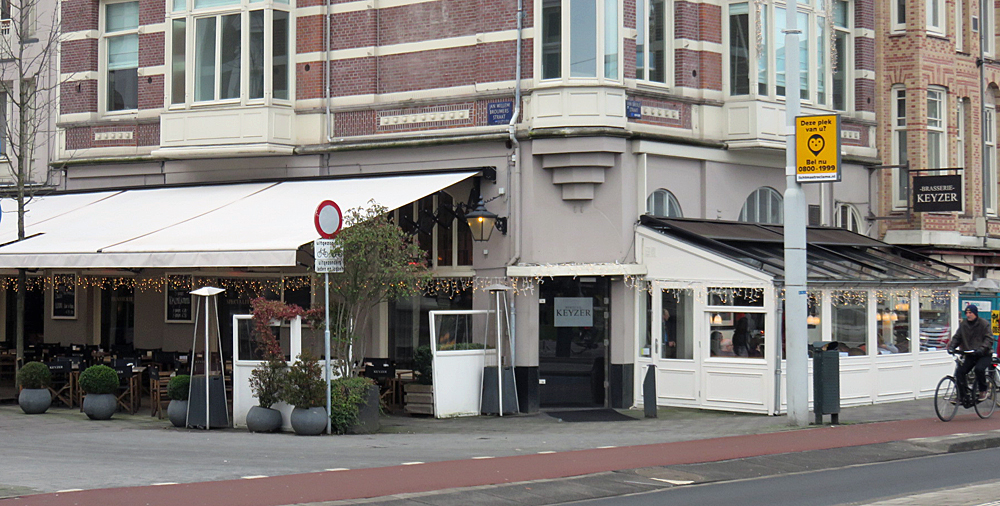
Brasserie Keyzer op de hoek van de Van Baerlestraat en de Jan Willem Brouwersstraat in Amsterdam (foto uit 2018)

Brasserie Keyzer, voor intimi "Keyzer" en voorheen "Bodega Keyzer", is een van de oude grand-cafés van Amsterdam, daterend van begin 1900. Het café-restaurant is gevestigd aan de Van Baerlestraat 96, naast het Concertgebouw en wordt voor en na afloop van concerten gefrequenteerd door musici en publiek.
Vanaf juli 2002 is het pand grondig gerestaureerd door horecatycoon Sjoerd Kooistra, die er van werd beschuldigd de verbouwing aan te grijpen om ouder, dus duurder, personeel op die manier goedkoop te lozen. In september 2004 werd de bodega heropend voor publiek na de nodige schermutselingen tussen Kooistra en stadsdeel Zuid. In april meldde RTL Z dat Kooistra Keyzer had verkocht aan een onbekend gebleven partij. De verkoop ging blijkbaar niet door, want in december van dat jaar verkocht Kooistra de bodega aan de HME Groep en topkok Ron Blaauw.
De bodega heeft een van de oudste leestafels van Amsterdam, waar intellectuelen, musici en andere artiesten zich graag lieten en laten zien. Zoals nog op de ramen geschilderd staat, is de Sole Meunière, de door het molenaarsmeel gehaalde en in boter gebakken zeetong, dé specialiteit van de keuken.